# Born to Börn
Born to Börn är den finlandssvenska musik- och humorgruppen KAJ:s femte studioalbum, utgivet under deras rockabilly-alter ego Vörjeans som deras debutalbum. Albumet släpptes av Pjas Productions den 14 juni 2020 i Finland.

## Bakgrund
Vörjeans bildades redan under lågstadietiden som ett humoristiskt sidoprojekt av KAJ. Projektet tog form när Tommy (Jakob Norrgård), Freppa (Kevin Holmström) och Määnin (Axel Åhman) insåg att det saknades rockabillylåtar om deras tuffa vän Määnin. Gruppen utvecklade en lekfull blandning av klassisk 1950-talsrock och skämtsamma, ibland spydiga texter.

## Låtlista
| Spår       | Titel              | Längd |
| ---------- | ------------------ | ----- |
| 1.         | "Born to Börn"     | 2:08  |
| 2.         | "Moon Määnin Moon" | 2:21  |
| 3.         | "Volvoräägör"      | 4:17  |
| 4.         | "Grillin"          | 3:30  |
| 5.         | "Sorgens dag"      | 3:06  |
| 6.         | "Cadillac"         | 2:51  |
| 7.         | "Marlene"          | 3:56  |
| 8.         | "Ja e från Vöro"   | 3:33  |
| 9.         | "Måll åpåå"        | 2:27  |
| 10.        | "Vörodagan"        | 3:42  |
| 11.        | "Ta me heim"       | 4:17  |
| Total tid: | Total tid:         | 36:22 |